# 内东乡
内东乡，是中华人民共和国四川省凉山彝族自治州会理市下辖的一个乡镇级行政单位。

## 行政区划
内东乡下辖以下地区：
潭溪河村、龙河村、红岩村、团山村和崩崩山村。